# Calau-pigmeu
Calau-pigmeu ou calau-anão-castanho (Lophoceros camurus) é uma espécie africana de calau.

## Distribuição
Esta espécie distribui-se pelas florestas tropicais africanas, desde a Serra Leoa até ao Uganda.

## Subespécies
A espécie é monotípica (não são reconhecidas subespécies).